# Nationalsozialistischer Schülerbund

Abzeichen des NS-Schülerbundes

Der Nationalsozialistische Schülerbund (NSS oder, seltener, NSSB) war zwischen 1927 und 1933 die Schülerorganisation der NSDAP. 

## Geschichte
1929 führte Theodor Adrian von Renteln die seit 1927 nur in einzelnen Ortsvereinigungen bestehenden HJ-Schülergruppen zusammen und gründete den NS-Schülerbund als reichsweite Organisation. Ebenfalls 1929 wurde von Renteln auch Reichsführer der Hitlerjugend, eine Organisation, die er klar favorisierte und die er, mit Unterstützung der Parteiführung, mit umfassenden Kompetenzen ausstattete.
Von Renteln stand bis zum 16. Juni 1932 als Reichsführer dem Nationalsozialistischen Schülerbund vor; ihm folgte Baldur von Schirach im Amt.
Zwischen Ende 1932 und Sommer 1933 wurde der NS-Schülerbund in die Hitlerjugend überführt.